# LANY
LANY (/ˈleɪni/, tên viết tắt của "Los Angeles, New York") là một ban nhạc pop rock người Mỹ đến từ Los Angeles. Được thành lập tại Nashville vào năm 2014, nhóm nhạc gồm tay guitar kiêm giọng ca chính Paul Jason Klein và tay trống Jake Clifford Goss.
LANY ký hợp đồng với Polydor và Interscope Records và đã phát hành ba album lọt vào top 5: LANY (2017), Malibu Nights (2018) và Mama's Boy (2020). Ngoài ra, họ còn ra mắt nhiều đĩa đơn thành công, nổi bật nhất là ca khúc được RIAA chứng nhận "ILYSB" (2015), bản hợp tác với Julia Michaels "Okay" (2019), "Super Far" (2017), "Malibu Nights" (2018) và "Mean It" (2019) có sự góp giọng của Lauv. Năm 2020, họ phát hành album phòng thu thứ ba Mama's Boy, tiếp theo là album thứ tư gg bb xx vào tháng 9/2021. Năm 2023, nhóm công bố album phòng thu thứ năm A Beautiful Blur, đây là album đầu tiên được phát hành dưới nhãn đĩa riêng Sunset Records và phân phối bởi Virgin Music Group.

## Lịch sử

### 2014–2017: Sự khởi đầu âm nhạc với cái tên LANY
LANY được thành lập vào tháng 3 năm 2014 khi Paul Jason Klein, một nghệ sĩ solo ít người biết đến, bay đến Nashville để gặp gỡ hai người bạn là Jake Goss và Les Priest. Trước đó, Goss và Priest từng có một dự án riêng mang tên WRLDS, nhưng đã dừng lại sau khi cùng Klein tạo nên LANY. Klein từng được đào tạo bài bản về piano và chơi nhạc cụ này từ nhỏ. Một tháng sau, nhóm đã đăng tải hai ca khúc "Hot Lights" và "Walk Away" lên tài khoản SoundCloud (khi ấy chưa có người theo dõi) để đánh dấu sự khác biệt giữa dự án mới và cũ. Cả hai bài hát đều được thu âm chỉ trong bốn ngày. Trong một cuộc phỏng vấn, Klein chia sẻ rằng chỉ sáu ngày sau khi phát hành các đĩa đơn trên, nhóm đã nhận được email từ nhiều hãng thu âm – điều mà đến nay anh vẫn không hiểu họ tìm thấy bản nhạc bằng cách nào. Cùng năm, EP đầu tay Acronyms ra mắt, trong đó ca khúc "ILYSB" thu hút sự chú ý lớn trên mạng với hơn 100.000 lượt nghe.  Các đĩa đơn tiếp theo như "Made in Hollywood" và "Bad, Bad, Bad" lần lượt phát hành, đồng thời danh tính các thành viên cũng được công bố. 

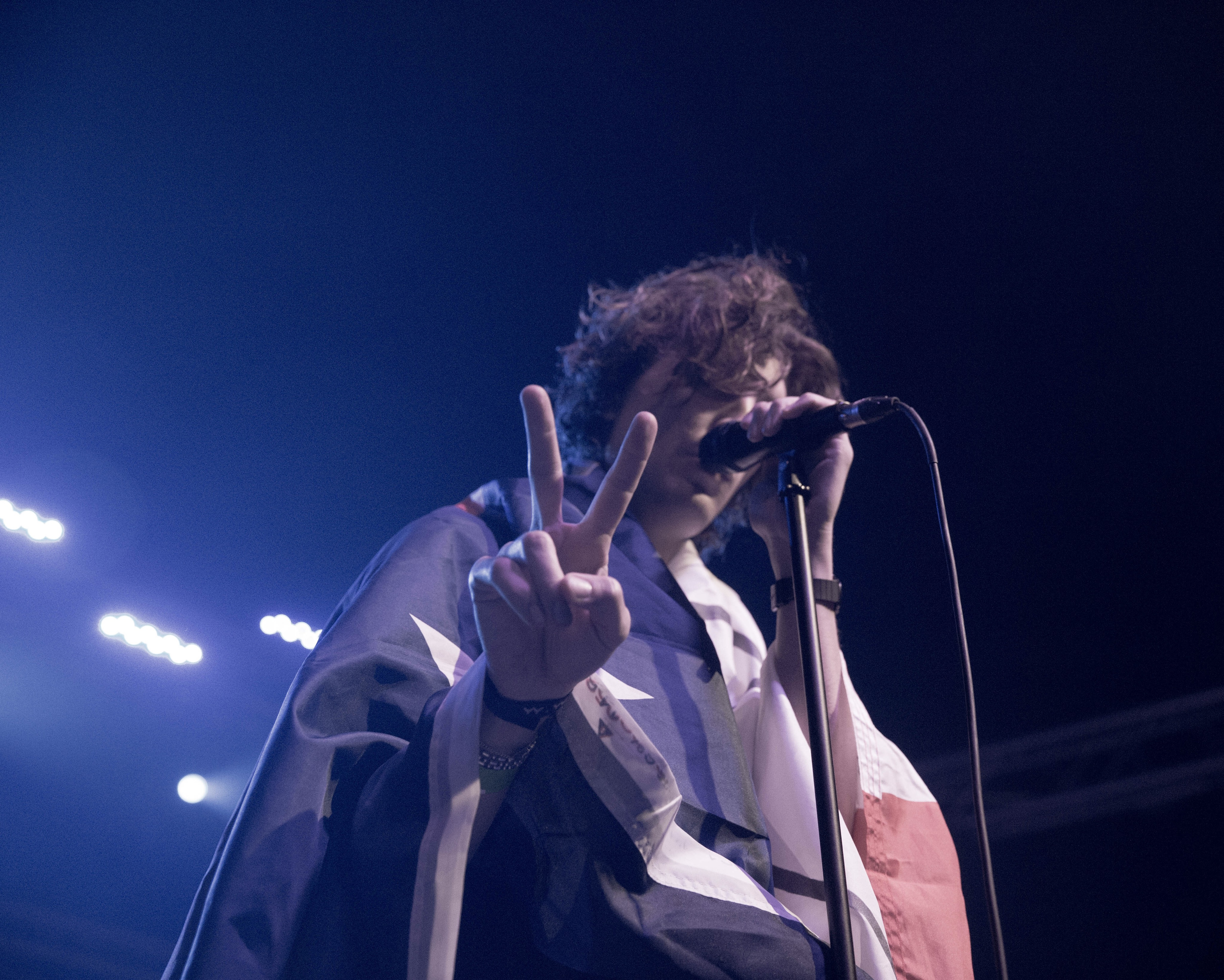
Paul Klein tại Dallas, Texas vào năm 2015.

Năm 2015, LANY đã thực hiện các chuyến lưu diễn tại Mỹ để làm nghệ sĩ mở màn cho Twin Shadow, Tove Styrke, X Ambassadors, Troye Sivan và Halsey. EP thứ hai mang tên I Loved You. cũng được phát hành trong năm này, cùng với những màn trình diễn đáng chú ý tại các lễ hội âm nhạc lớn như Lollapalooz.

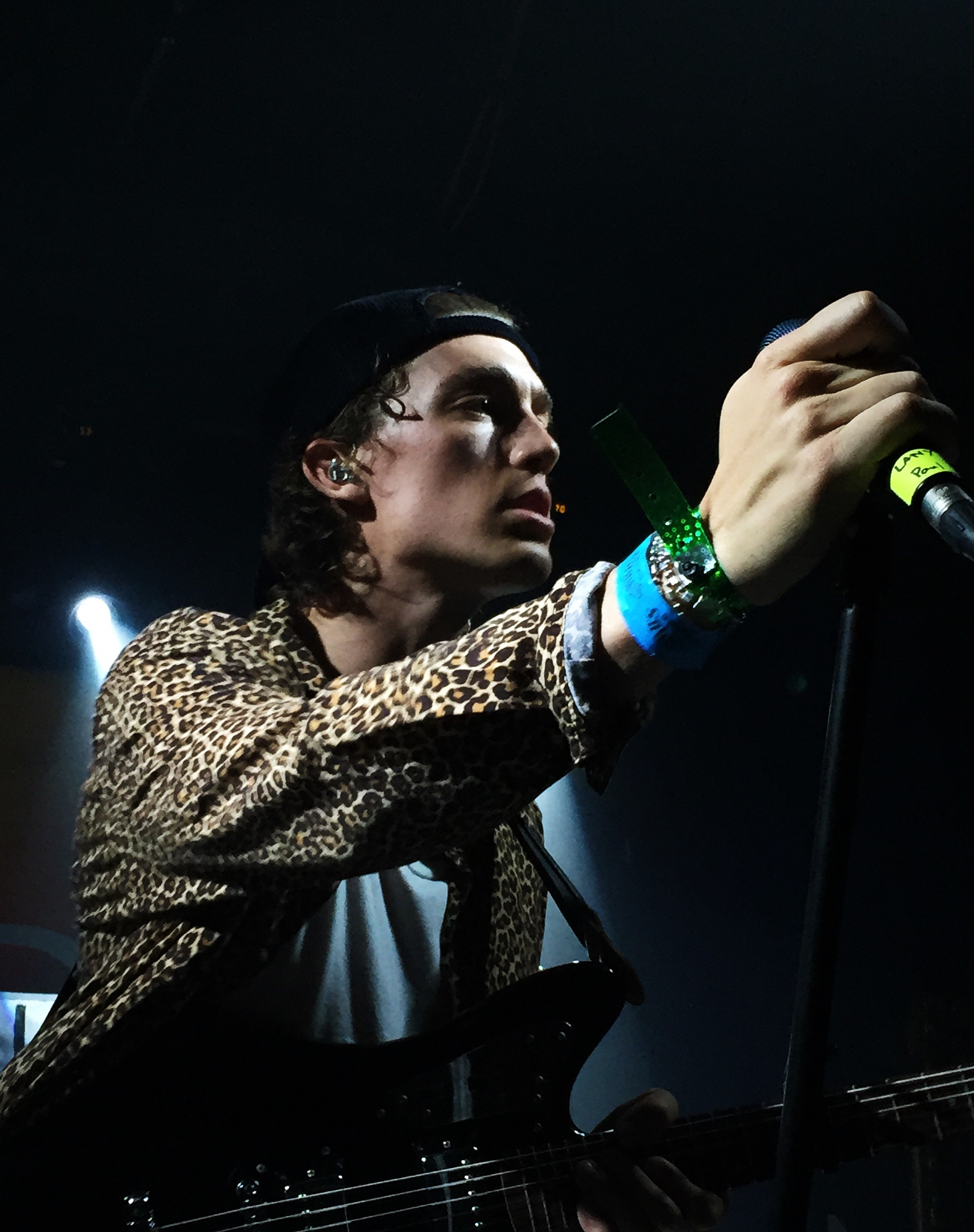
Paul Klein (thành viên LANY) tại Dallas, Texas vào năm 2015.

Vào tháng 12 năm 2015, sau khi ký hợp đồng với Polydor Records, LANY đã tái phát hành EP mang tên Make Out bao gồm tất cả các ca khúc từng ra mắt trước đó (trừ "Hot Lights" và "OMG") so với thời điểm phát hành đĩa đơn I Loved You. Ngay sau đó, nhóm công bố chuyến lưu diễn hỗ trợ tại Vương quốc Anh cùng Ellie Goulding vào tháng 3 năm 2016 và phát hành phiên bản acoustic trực tiếp của ca khúc "ILYSB" trên YouTube. Tháng 2 cùng năm, họ tham gia chuyến lưu diễn hỗ trợ tại Mỹ cùng Troye Sivan, rồi công bố chuyến lưu diễn headliner đầu tiên ở Mỹ mang tên The Make Out Tour vào tháng 5. Ngày 11 tháng 3 năm 2016, LANY ra mắt đĩa đơn "Where the Hell Are My Friends". Ca khúc này lần đầu được trình chiếu trên chương trình Beats 1 của Zane Lowe. Một tháng sau, họ phát hành video âm nhạc đầu tiên cho bài hát này.
Sau chuyến lưu diễn chính vào tháng 5, LANY đã tham gia các lễ hội festival vào giữa năm 2016, bao gồm Bonnaroo, Firefly và Outside Lands.
LANY bắt đầu chuyến lưu diễn chính thứ hai của họ vào mùa thu năm 2016, được gọi là Kinda Tour, để quảng bá cho EP cùng tên. Chuyến lưu diễn bao gồm 14 ngày ở Châu Âu và 37 ngày ở Hoa Kỳ.
ào ngày 15 tháng 2 năm 2017, LANY thông báo họ sẽ tham gia mở màn cho bảy chương trình trong chuyến lưu diễn The Search for Everything Tour của John Mayer. Danh sách này bao gồm năm suất diễn tại Mỹ và hai suất diễn ở Canada. Klein (thành viên nhóm) coi Mayer là nguồn ảnh hưởng quan trọng đối với bản thân và cả ban nhạc..
Chia sẻ trên mạng xã hội Instagram và Twitter, ban nhạc công bố sẽ phát hành album đầu tay mang tên "LANY" vào ngày 30 tháng 6 năm 2017. Album được giới thiệu trước bằng các đĩa đơn: "Good Girls" (3 tháng 3), "It Was Love", "The Breakup" và "13".
Vào ngày 30 tháng 6 năm 2017, LANY đã phát hành album đầu tay cùng tên của mình. Đĩa đơn "Super Far" được ra mắt trên chương trình Beats 1 của Zane Lowe trên Apple Music trước khi phát hành toàn bộ album. Nhóm đã tổ chức các cửa hàng pop-up tại Los Angeles và New York để quảng bá album. Họ cũng phát hành các video âm nhạc cho các ca khúc "Good Girls", "ILYSB" và "Super Far". Ban nhạc thông báo chuyến lưu diễn xuyên Mỹ diễn ra từ tháng 9 đến tháng 11 năm 2017. LANY đã dành mùa hè năm 2017 để biểu diễn tại các lễ hội và lưu diễn tại Úc cùng châu Á. Họ tiếp tục lưu diễn châu Âu vào mùa đông năm 2017.

### 2018–2019:Malibu Nights
LANY đã công bố album thứ hai của họ, Malibu Nights, vào ngày 8 tháng 3 năm 2018 thông qua một bài đăng trên Instagram. Klein chia sẻ album đã được sáng tác từ ngày 4 tháng 1 đến ngày 14 tháng 2 năm 2018.
Vào ngày 5 tháng 4 năm 2018, LANY tổ chức buổi hòa nhạc đầu tiên tại Smart Araneta Coliseum ở Philippines. Vé cho buổi diễn đã được bán hết chỉ trong 24 giờ, sau đó là một buổi diễn thứ hai vào đêm kế tiếp.
Đĩa đơn đầu tiên, "Thru These Tears", được phát hành vào ngày 17 tháng 7. Đĩa đơn thứ hai của album, "I Don't Wanna Love You Anymore", ra mắt vào ngày 22 tháng 8 năm 2018. Album phòng thu thứ hai được mong đợi từ lâu, Malibu Nights, chính thức phát hành vào ngày 5 tháng 10 năm 2018, gồm 9 ca khúc. Năm 2018, LANY bắt đầu chuyến lưu diễn vòng quanh thế giới Malibu Nights World Tour từ tháng 10 và kéo dài đến tháng 10 năm 2019. Nhóm phát hành ca khúc "Okay", hợp tác với ca sĩ Julia Michaels, vào ngày 23 tháng 4 năm 2019. Đây là lần đầu tiên LANY có sự góp giọng của một nghệ sĩ khác trong bài hát của mình. Ngày 14 tháng 11 năm 2019, LANY hợp tác với nam ca sĩ kiêm nhạc sĩ người Mỹ Lauv trong ca khúc "Mean It", sau này được đưa vào album đầu tay của Lauv, How I'm Feeling.
Từ ngày 23 đến 25 tháng 7, LANY đã cháy vé ba đêm diễn liên tiếp tại Mall of Asia Arena, Manila

### 2020:Mama's Boy
Vào ngày 30 tháng 4 năm 2020, LANY đã công bố tựa đề album thứ ba của họ, Mama's Boy, thông qua mạng xã hội. Album được phát hành vào ngày 2 tháng 10 năm 2020.[1] Ngày 13 tháng 5, nhóm ra mắt đĩa đơn chính của album, "Good Guys". Đến ngày 1 tháng 7, đĩa đơn thứ hai "If This Is the Last Time" được phát hành. Đĩa đơn thứ ba của album, "You!", ra mắt vào ngày 13 tháng 8 năm 2020. Hai tháng sau, vào ngày 2 tháng 10 năm 2020, họ chính thức phát hành album phòng thu thứ ba mang tên Mama's Boy. Để quảng bá cho album, ban nhạc đã công bố 5 ngày diễn tại Vương quốc Anh và Ireland vào năm 2021.

### 2021–2022:gg bb xxcùng sự ra đi của Priest
Vào ngày 4 tháng 2 năm 2021, LANY đã phát hành phiên bản deluxe của album Mama's Boy. Phiên bản này bao gồm ba phiên bản mới của các ca khúc: "Heart Won't Let Me" (stripped), "Sad" (stripped) và "I Still Talk to Jesus" (live). Chia sẻ về bản thu gốc, Klein cho biết: "Tôi muốn phần âm thanh bên ngoài nghe và cảm nhận như thể tôi đang chơi bài hát này một mình trong phòng học ngày chủ nhật với cánh cửa hé mở, còn bạn thì đang lắng nghe từ cuối hành lang." Bản trình diễn trực tiếp của ca khúc này càng đưa người nghe đến gần hơn, như cùng bước vào căn phòng với LANY.
Vào ngày 12 tháng 7, LANY thông báo rằng album thứ tư gg bb xx, sẽ được phát hành vào ngày 3 tháng 9. Đĩa đơn đầu tiên, "dancing in the kitchen", đã ra mắt vào ngày 25 tháng 6.
Phiên bản deluxe của gg bb xx được phát hành vào ngày 5 tháng 11, bổ sung thêm 5 ca khúc mới cùng với bản demo của "dna" – được phát hành đồng thời với đĩa đơn "up to me". Album cũng bao gồm hai bản hợp tác trước đó: "I Quit Drinking" với Kelsea Ballerini và "Stupid Feelings" với 220 Kid.
Ngày 7 tháng 4 năm 2022, ban nhạc thông báo sự ra đi của nghệ sĩ keyboard Les Priest, người đã rời nhóm để "tập trung vào cuộc sống với vai trò nhà viết nhạc/nhà sản xuất tại Nashville". Hai thành viên còn lại quyết định không tìm người thay thế mà tiếp tục hoạt động.

### 2023:A Beautiful Blur
Ngày 29 tháng 5 năm 2023, LANY thông báo album thứ năm có tựa đề A Beautiful Blur sẽ được phát hành vào ngày 29 tháng 9. Đĩa đơn đầu tiên của album, "Congrats" được ra mắt vào ngày 24 tháng 8 năm 2022.

## Thành viên nhóm
Thành viên hiện tại
- Paul Jason Klein – lead vocals, piano, keyboards, guitar (2014–nay)
- Jake Clifford Goss – drums, percussion, samples (2014–nay)

Current touring musicians
- Eric "Puff" Scarborough – keyboards, guitar, bass, background vocals (2021–nay)
- Kim Vi – keyboards, bass, guitar, background vocals (2021–nay)

Cựu thành viên
- Charles Leslie Priest – keyboards, synthesizers, guitar, backing vocals (2014–2022)

Các nhạc sĩ lưu diễn trước đây
- Giuliano Pizzulo – keyboards, guitar, background vocals (2018–2020)

## Danh sách đĩa nhạc

### Album phòng thu
| LANY             | - Ra mắt: 30 tháng 6 năm 2017 - Hãng đĩa: Polydor - Định dạng: CD, LP, TC, digital download, streaming       | 32  | 53 | —  | 90 |  |  |
| Malibu Nights    | - Ra mắt: 5 tháng 10 năm 2018 - Hãng đĩa: Polydor - Định dạng: CD, LP, TC, digital download, streaming       | 36  | —  | 92 | 81 |  |  |
| Mama's Boy       | - Ra mắt: 2 tháng 10 năm 2020 - Hãng đĩa: Polydor - Định dạng: CD, LP, TC, digital download, streaming       | 7   | 67 | 67 | 22 |  |  |
| gg bb xx         | - Ra mắt: 3 tháng 9 năm 2021 - Hãng đĩa: Interscope - Định dạng: CD, LP, TC, digital download, streaming     | 114 | —  | —  | —  |  |  |
| A Beautiful Blur | - Ra mắt: 29 tháng 9 năm 2023 - Hãng đĩa: Sunset Garden - Định dạng: CD, LP, TC, digital download, streaming | 120 | 4  | —  | —  |  |  |
|                  | |     |    |    |    |  |  |

### Bản mở rộng
| Tên         | Chi tiết |
| ----------- | --- |
| Acronyms    | - Ra mắt: 2014 - Hãng đĩa: Self-released - Định dạng: Digital download Tên các bài hát - 1. "(OMG)" - 2. "ILYSB" - 3. "BRB" |
| I Loved You | - Ra mắt: 9 tháng 6 năm 2015 - Hãng đĩa: Polydor - Định dạng: Digital download, 12" Tên các bài hát - 1. "4ever!" - 2. "Youarefire" - 3. "Someone Else" - 4. "I Don't Care" - 5. "Bad, Bad, Bad" (Matt DiMona Remix)                          |
| Make Out    | - Ra mắt: 11 tháng 12 năm 2015 - Hãng đĩa: Polydor - Định dạng: Digital download, 12" Tên các bài hát - 1. "ILYSB" - 2. "Walk Away" - 3. "Bad, Bad, Bad" - 4. "Made in Hollywood" - 5. "BRB; Kiss" - 6. "ILYSB" (Stripped)                    |
| Kinda       | - Ra mắt: 24 tháng 6 năm 2016 - Hãng đĩa: Polydor - Định dạng: Digital download, 12" Tên các bài hát - 1. "Like You Lots" - 2. "Yea, Babe, No Way" - 3. "Pink Skies" - 4. "Current Location" - 5. "Quit" - 6. "Where the Hell Are My Friends" |

### Đĩa đơn
| Tên                                      | Năm  | Vị trí cao nhất trên bảng xếp hạng | Vị trí cao nhất trên bảng xếp hạng | Vị trí cao nhất trên bảng xếp hạng | Vị trí cao nhất trên bảng xếp hạng | Vị trí cao nhất trên bảng xếp hạng | Vị trí cao nhất trên bảng xếp hạng | Vị trí cao nhất trên bảng xếp hạng | Vị trí cao nhất trên bảng xếp hạng | Vị trí cao nhất trên bảng xếp hạng | Chứng nhận                    | Album            |  |
| Tên                                      | Năm  | US Bub.                            | AUS                                | BEL                                | IRE                                | NZ                                 | SIN                                | SLK                                | SWI                                | UK                                 | Chứng nhận                    | Album            |  |
| ---------------------------------------- | ---- | ---------------------------------- | ---------------------------------- | ---------------------------------- | ---------------------------------- | ---------------------------------- | ---------------------------------- | ---------------------------------- | ---------------------------------- | ---------------------------------- | ----------------------------- | ---------------- |  |
| "Hot Lights" / "Walk Away"               | 2014 | —                                  | —                                  | —                                  | —                                  | —                                  | —                                  | —                                  | —                                  | —                                  |                               | Make Out         |  |
| "Made in Hollywood"                      | 2014 | —                                  | —                                  | —                                  | —                                  | —                                  | —                                  | —                                  | —                                  | —                                  |                               | Make Out         |  |
| "Bad, Bad, Bad"                          | 2014 | —                                  | —                                  | —                                  | —                                  | —                                  | —                                  | —                                  | —                                  | —                                  |                               | Make Out         |  |
| "ILYSB"                                  | 2015 | —                                  | —                                  | —                                  | —                                  | —                                  | —                                  | —                                  | —                                  | —                                  | - RIAA: Platinum - ARIA: Gold | Make Out         |  |
| "Where the Hell Are My Friends"          | 2016 | —                                  | —                                  | —                                  | —                                  | —                                  | —                                  | —                                  | —                                  | —                                  |                               | kinda            |  |
| "Yea, Babe, No Way"                      | 2016 | —                                  | —                                  | —                                  | —                                  | —                                  | —                                  | —                                  | —                                  | —                                  |                               | kinda            |  |
| "Good Girls"                             | 2016 | —                                  | —                                  | —                                  | —                                  | —                                  | —                                  | —                                  | —                                  | —                                  |                               | LANY             |  |
| "It Was Love"                            | 2017 | —                                  | —                                  | —                                  | —                                  | —                                  | —                                  | —                                  | —                                  | —                                  |                               | LANY             |  |
| "The Breakup"                            | 2017 | —                                  | —                                  | —                                  | —                                  | —                                  | —                                  | —                                  | —                                  | —                                  |                               | LANY             |  |
| "13"                                     | 2017 | —                                  | —                                  | —                                  | —                                  | —                                  | —                                  | —                                  | —                                  | —                                  |                               | LANY             |  |
| "Super Far"                              | 2017 | —                                  | —                                  | —                                  | —                                  | —                                  | —                                  | —                                  | —                                  | —                                  | - RIAA: Gold                  | LANY             |  |
| "Thru These Tears"                       | 2018 | —                                  | —                                  | —                                  | —                                  | —                                  | —                                  | —                                  | —                                  | —                                  |                               | Malibu Nights    |  |
| "I Don't Wanna Love You Anymore"         | 2018 | —                                  | —                                  | —                                  | —                                  | —                                  | —                                  | —                                  | —                                  | —                                  |                               | Malibu Nights    |  |
| "Thick and Thin"                         | 2018 | —                                  | —                                  | —                                  | —                                  | —                                  | —                                  | —                                  | —                                  | —                                  |                               | Malibu Nights    |  |
| "If You See Her"                         | 2018 | —                                  | —                                  | —                                  | —                                  | —                                  | —                                  | —                                  | —                                  | —                                  |                               | Malibu Nights    |  |
| "Malibu Nights"                          | 2018 | —                                  | —                                  | —                                  | —                                  | —                                  | —                                  | —                                  | —                                  | —                                  | - RIAA: Gold                  | Malibu Nights    |  |
| "Okay" (với Julia Michaels)              | 2019 | —                                  | —                                  | —                                  | —                                  | —                                  | 16                                 | —                                  | —                                  | —                                  |                               | Non-album single |  |
| "Mean It" (với Lauv)                     | 2019 | 19                                 | 42                                 | 32                                 | 46                                 | 4                                  | 2                                  | 95                                 | 87                                 | 83                                 | - RIAA: Gold - ARIA: Gold     | How I'm Feeling  |  |
| "Good Guys"                              | 2020 | —                                  | —                                  | —                                  | —                                  | —                                  | —                                  | —                                  | —                                  | —                                  |                               | Mama's Boy       |  |
| "If This Is the Last Time"               | 2020 | —                                  | —                                  | —                                  | —                                  | —                                  | —                                  | —                                  | —                                  | —                                  |                               | Mama's Boy       |  |
| "You!"                                   | 2020 | —                                  | —                                  | —                                  | —                                  | —                                  | —                                  | —                                  | —                                  | —                                  |                               | Mama's Boy       |  |
| "Cowboy in LA"                           | 2020 | —                                  | —                                  | —                                  | —                                  | —                                  | —                                  | —                                  | —                                  | —                                  |                               | Mama's Boy       |  |
| "I Quit Drinking" (với Kelsea Ballerini) | 2021 | —                                  | —                                  | —                                  | —                                  | —                                  | —                                  | —                                  | —                                  | —                                  | - RIAA: Gold                  | Non-album single |  |
| "Dancing in the Kitchen"                 | 2021 | —                                  | —                                  | —                                  | —                                  | —                                  | —                                  | —                                  | —                                  | —                                  |                               | gg bb xx         |  |
| "Stupid Feelings" (with 220 Kid)         | 2021 | —                                  | —                                  | —                                  | —                                  | —                                  | —                                  | —                                  | —                                  | —                                  |                               | gg bb xx         |  |
| "Never Mind, Let's Break Up"             | 2021 | —                                  | —                                  | —                                  | —                                  | —                                  | —                                  | —                                  | —                                  | —                                  |                               | gg bb xx         |  |
| "Roll Over Baby"                         | 2021 | —                                  | —                                  | —                                  | —                                  | —                                  | —                                  | —                                  | —                                  | —                                  |                               | gg bb xx         |  |
| "Love at First Fight"                    | 2023 | —                                  | —                                  | —                                  | —                                  | —                                  | —                                  | —                                  | —                                  | —                                  |                               | A Beautiful Blur |  |
| "Alonica"                                | 2023 | —                                  | —                                  | —                                  | —                                  | —                                  | —                                  | —                                  | —                                  | —                                  |                               | A Beautiful Blur |  |
| "XXL"                                    | 2023 | —                                  | —                                  | —                                  | —                                  | —                                  | —                                  | —                                  | —                                  | —                                  |                               | A Beautiful Blur |  |
|                                          |      |                                    |                                    |                                    |                                    |                                    |                                    |                                    |                                    |                                    |                               |                  |  |

#### Đĩa đơn quảng cáo
| Tên                               | Năm  | Album                  |
| --------------------------------- | ---- | ---------------------- |
| "Super Far" / "Sign of the Times" | 2017 | Spotify Singles        |
| "dna[demo]" / "up to me"          | 2021 | up to me/dna[demo]     |
| "dancing in the kitchen"          | 2021 | dancing in the kitchen |

## Các chuyên lưu diễn
Chuyến lưu diễn
- The Make Out Tour (2016)
- Kinda Tour (2016)
- LANY World Tour (2017–2018)

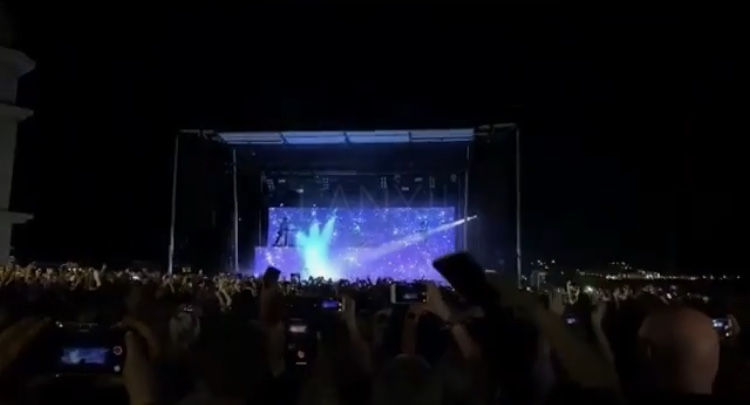
LANY trong tour diễn Malibu Nights World Tour tại Salt Lake City Utah vào ngày 11 tháng 6 năm 2019

- Malibu Nights World Tour (2018–2019)
- UK/IRE Tour (2021)
- gg bb xx Tour (2021)
- Summer Forever Tour (2022)
- A November to Remember Tour (2022)
- First The Moon, Then The Stars: A Tour Before A World Tour (2023)
- a beautiful blur: the world tour (2023–2024)

Quảng cáo
- LANY: Live at Ayala Malls Philippines (2017)

Hỗ trợ
- Zella Day – Zella Day On Tour (2015)
- Halsey – Badlands Tour (2015–2016)
- Ellie Goulding – Delirium World Tour (2016)
- Troye Sivan – Blue Neighbourhood Tour (2016)
- John Mayer – The Search for Everything World Tour (2017)